# Politique étrangère de l'administration Reagan

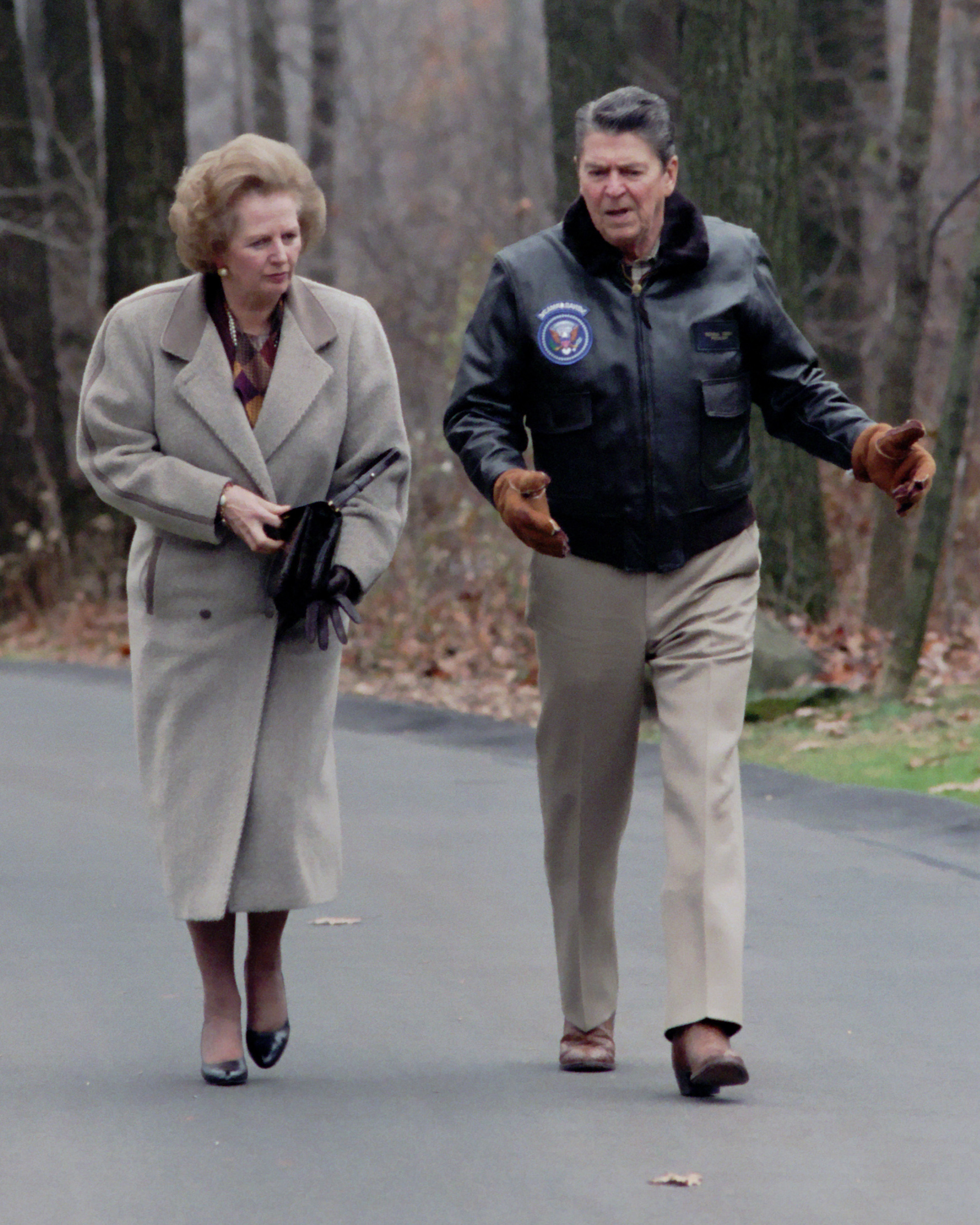
Ronald Reagan et la première ministre britannique Margareth Thatcher à Camp David, le 6 novembre 1986.

La politique étrangère de l'administration Reagan fut la politique étrangère des États-Unis de 1981 à 1989. L'objectif principal était de gagner la Guerre froide, notamment avec le refoulement du communisme qui fut achevé en 1989 en Europe de l'Est et en 1991 avec l'effondrement de l'Union soviétique. Elle fut caractérisée par une stratégie de "paix armée" et une escalade des tensions entre les deux blocs de 1981 à 1984 suivi de troubles importants dans les relations avec l'Union soviétique entre 1981 et 1989.

## Évènements marquants
- Invasion de Grenade en octobre 1983.
- Relance de programmes d'armements américains (Rockwell B-1 Lancer, missile MX)[1] et retrait des politiques de détente à la suite de l'intervention soviétique en Afghanistan[2].
- Reagan dénonce idéologiquement l'URSS lors d'un discours au Palais de Westminster en compagnie de Margareth Thatcher le 3 mars 1983, et qualifiera, 5 jours plus tard, l'Union soviétique "d'empire du mal"[3].
- À la suite de la destruction du vol Korean Air Lines 007 par des chasseurs soviétiques, suspension de tous les vols commerciaux et les accords en cours entre les deux pays.
- Aide, armement et formation des moudjahidines afghans pour lutter contre l'URSS au Moyen-Orient[4].
- Soutien à l'Irak de Saddam Hussein lors du conflit entre l'Iran et l'Irak et déploiement, à partir de 1987, de navires américains dans le Golfe Persique pour protéger les pétroliers irakiens[5].
- Initiative de l'IDS, système de défense au sol et spatiale, censé protéger les États-Unis de toute attaque nucléaire ou balistique[6]. Elle ne verra jamais le jour à cause d'incertitudes techniques et technologiques[7].
- Bombardement de la Libye[8] en avril 1986, à la suite d'une montée des tensions avec Mouammar Kadhafi, les Américains l'accusant « d'exporter le terrorisme », et Reagan le qualifiant de "chien fou du Moyen-Orient"[9].
- Affaire Iran-Contra, scandale de ventes d'armes à l'Iran pour financer les Contras[10] au Nicaragua. Les États-Unis seront reconnus coupables en 1986 de crimes de guerre contre le Nicaragua par la cour international de justice[11].